# Ненсі Меєрс
Ненсі Джейн Меєрс (англ. Nancy Jane Meyers, нар. 8 грудня 1949) — американська кінорежисерка. Була сценаристом, продюсером і режисером багатьох схвалених критиками та комерційно успішних фільмів, зокрема «Рядовий Бенджамін» (1980), «Непримиренні розбіжності» (1984), «Бебі-бум» (1987), «Батько нареченої» (1991), «Батько нареченої 2» (1995), «Пастка для батьків» (1998), «Чого хочуть жінки» (2000), «Щось та віддаси» (2003), «Відпочинок за обміном» (2006), «Як усе заплутано» (2009) та «Стажер» (2015).
Номінована на премію «Оскар» за найкращий сценарій до фільму «Рядовий Бенджамін» (1980) разом із Чарльзом Шаєром і Гарві Міллером. Фільм «Бебі-бум» номінований на премію «Золотий глобус» 1988 року як найкращий фільм — мюзикл або комедія.
У 1980—1999 роках Меєрс була одружена з режисером Чарльзом Шаєром, у пари народилося двоє дітей, серед яких режисерка Геллі Меєрс-Шаєр.
Мейерс мешкає в районі Брентвуд у Лос-Анджелесі.